# Sînookivka, Zolotonoșa
Sînookivka (în ucraineană Синьооківка) este o comună în raionul Zolotonoșa, regiunea Cerkasî, Ucraina, formată numai din satul de reședință.

## Demografie
Componența lingvistică a comunei Sînookivka
     Ucraineană (99,33%)
     Alte limbi (0,53%)
Conform recensământului din 2001, majoritatea populației comunei Sînookivka era vorbitoare de ucraineană (99,33%), existând în minoritate și vorbitori de alte limbi.